# Villers-lès-Roye
Villers-lès-Roye és un municipi francès situat al departament del Somme i a la regió dels Alts de França. L'any 2007 tenia 221 habitants.

## Demografia

### Població

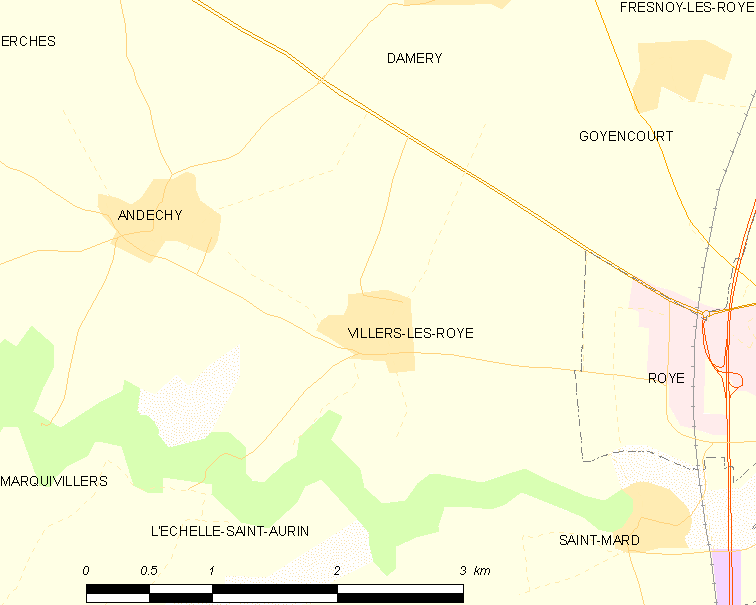

El 2007 la població de fet de Villers-lès-Roye era de 221 persones. Hi havia 84 famílies de les quals 16 eren unipersonals (4 homes vivint sols i 12 dones vivint soles), 40 parelles sense fills, 20 parelles amb fills i 8 famílies monoparentals amb fills.
La població ha evolucionat segons el següent gràfic:
Habitants censats

### Habitatges
El 2007 hi havia 96 habitatges, 90 eren l'habitatge principal de la família, 4 eren segones residències i 2 estaven desocupats. 91 eren cases i 5 eren apartaments. Dels 90 habitatges principals, 81 estaven ocupats pels seus propietaris i 9 estaven llogats i ocupats pels llogaters; 18 tenien tres cambres, 23 en tenien quatre i 50 en tenien cinc o més. 74 habitatges disposaven pel capbaix d'una plaça de pàrquing. A 37 habitatges hi havia un automòbil i a 49 n'hi havia dos o més.

### Piràmide de població
La piràmide de població per edats i sexe el 2009 era:
| Homes | Edats   | Dones |
| ----- | ------- | ----- |
| 0     | 95 o +  | 0     |
| 0     | 90 a 94 | 0     |
| 0     | 85 a 89 | 0     |
| 0     | 80 a 84 | 0     |
| 0     | 75 a 79 | 0     |
| 8     | 70 a 74 | 4     |
| 0     | 65 a 69 | 8     |
| 12    | 60 a 64 | 4     |
| 8     | 55 a 59 | 4     |
| 20    | 50 a 54 | 12    |
| 12    | 45 a 49 | 24    |
| 12    | 40 a 44 | 8     |
| 4     | 35 a 39 | 4     |
| 0     | 30 a 34 | 0     |
| 12    | 25 a 29 | 4     |
| 4     | 20 a 24 | 8     |
| 0     | 15 a 19 | 12    |
| 4     | 10 a 14 | 12    |
| 8     | 5 a 9   | 0     |
| 0     | 0 a 4   | 0     |

## Economia
El 2007 la població en edat de treballar era de 146 persones, 109 eren actives i 37 eren inactives. De les 109 persones actives 102 estaven ocupades (53 homes i 49 dones) i 8 estaven aturades (3 homes i 5 dones). De les 37 persones inactives 14 estaven jubilades, 11 estaven estudiant i 12 estaven classificades com a «altres inactius».

### Ingressos
El 2009 a Villers-lès-Roye hi havia 90 unitats fiscals que integraven 225 persones, la mediana anual d'ingressos fiscals per persona era de 16.695 €.

### Activitats econòmiques
Dels 4 establiments que hi havia el 2007, 1 era d'una empresa extractiva, 1 d'una empresa alimentària, 1 d'una empresa de fabricació d'altres productes industrials i 1 d'una empresa de construcció.
L'únic servei als particulars que hi havia el 2009 era un guixaire pintor.
L'únic establiment comercial que hi havia el 2009 era una fleca.
L'any 2000 a Villers-lès-Roye hi havia 5 explotacions agrícoles.

## Poblacions més properes
El següent diagrama mostra les poblacions més properes.